# Canon occidental

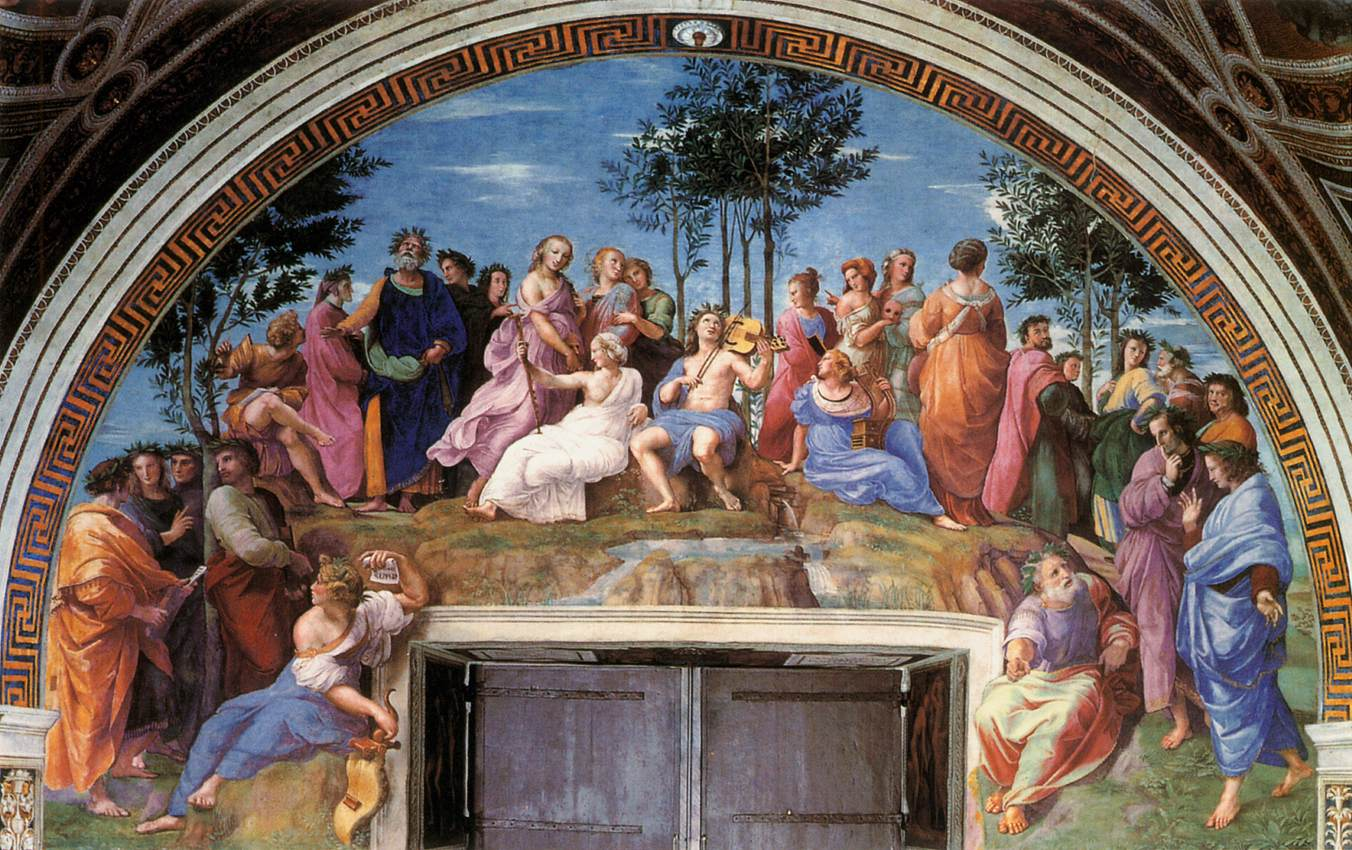
El Parnaso, representado por Rafael Sanzio en la Stanza della Segnatura del Vaticano (Roma, 1509). El dios Apolo se rodea de su corte de nueve musas, número que se repite en la selección de nueve poetas antiguos y nueve poetas modernos. Parte de un programa iconográfico que desarrolla un completo canon, el fresco se concibió como una alegoría de las Artes. En las tres restantes paredes se representaron las alegorías de la Filosofía (La Escuela de Atenas —sabios antiguos y modernos—), la Teología (La disputa del Sacramento —doctores de la Iglesia—) y la Jurisprudencia o el Derecho (Las virtudes cardinales).

Apoteosis de Homero, de Ingres (París, 1827). El poeta, coronado por la fama, aparece rodeado de literatos y artistas de todas las épocas. El cuadro, encargado para el museo de Carlos X (nombre que recibían en ese momento las colecciones del Louvre), está planteado como una réplica u homenaje al fresco de Rafael, que de hecho aparece representado.

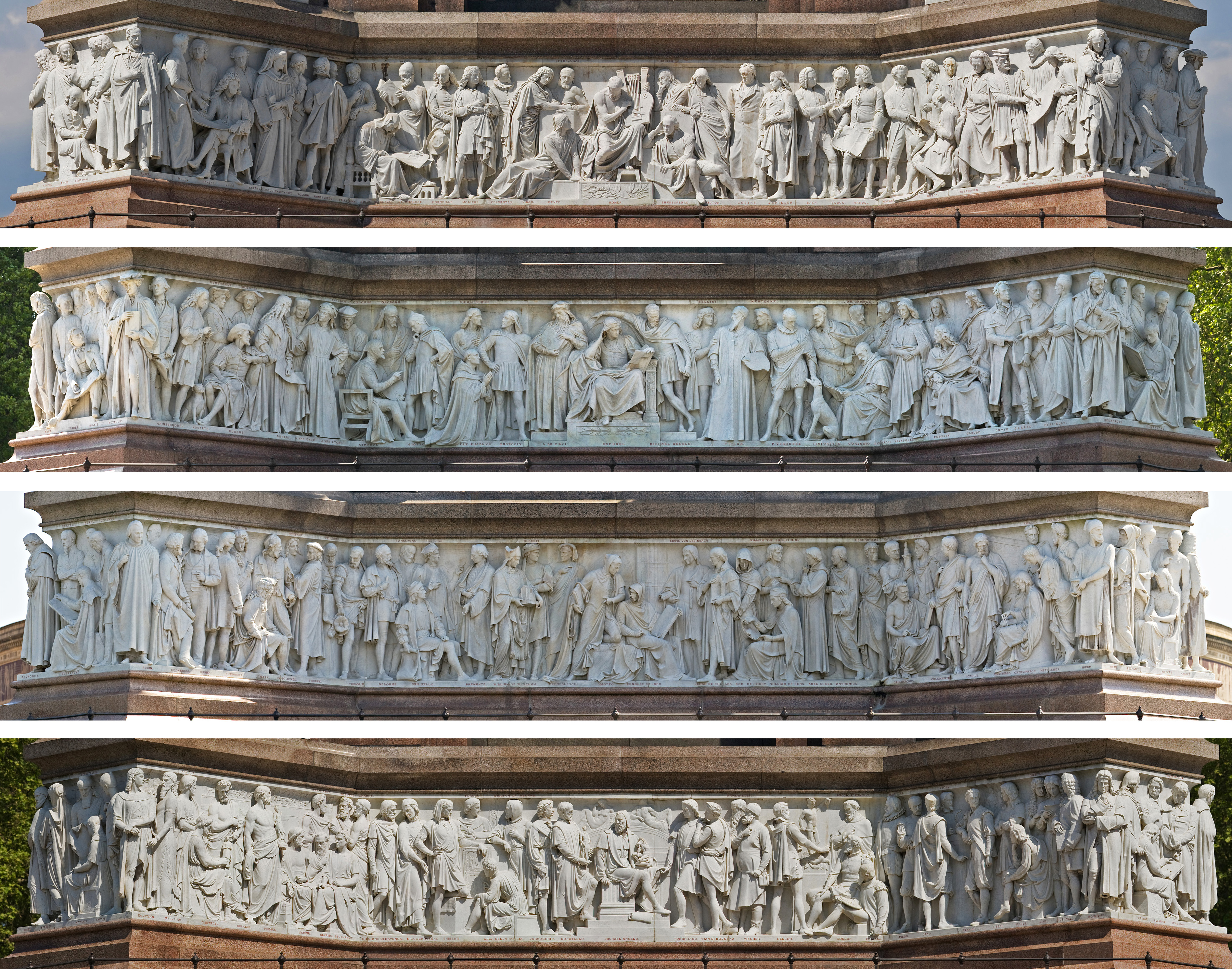
Friso del pedestal del Albert Memorial, llamado del Parnaso (Londres, 1876). De arriba abajo: lado sur (39 músicos y poetas), lado este (40 pintores), lado norte (45 arquitectos) y lado oeste (44 escultores).

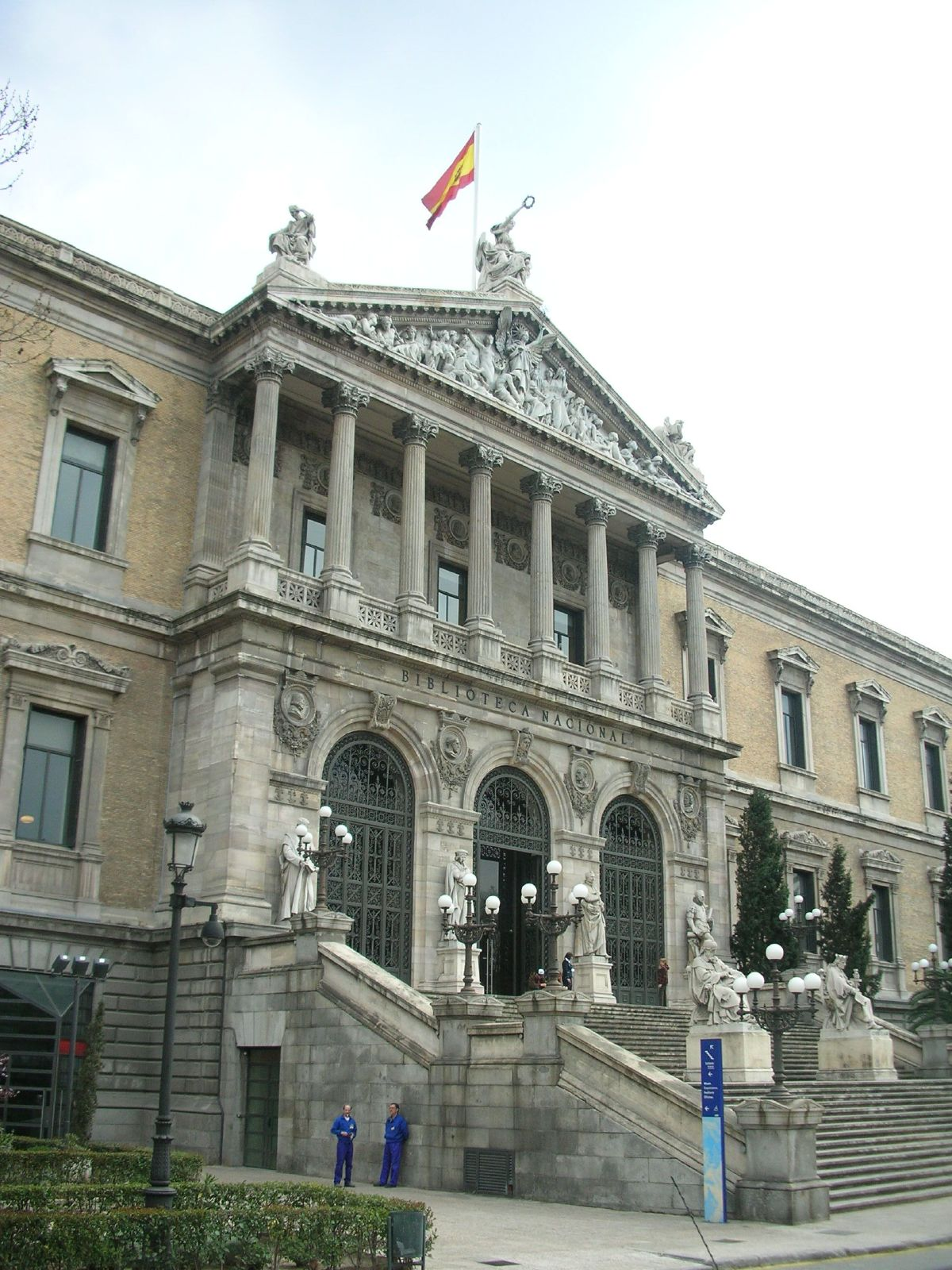
Entrada oeste de la Biblioteca Nacional (Madrid, 1892). La institución, refundada en 1836 a partir de la Biblioteca Real del Palacio Real de Madrid y de los fondos eclesiásticos procedentes de la desamortización, se convirtió en uno de los más importantes centros de conservación del patrimonio bibliográfico del mundo, además de servir de soporte a investigaciones en todos los ámbitos. Ocupa buena parte del edificio destinado a Biblioteca y Museos Nacionales (de los que solo el Arqueológico ha tenido continuidad en el lugar). El programa escultórico de exhibición orgullosa de las glorias de las letras españolas escogido para la escalinata de la fachada es un ejemplo muy significativo de construcción de la historia nacional, y no discrimina la producción literaria científica de la puramente estética.

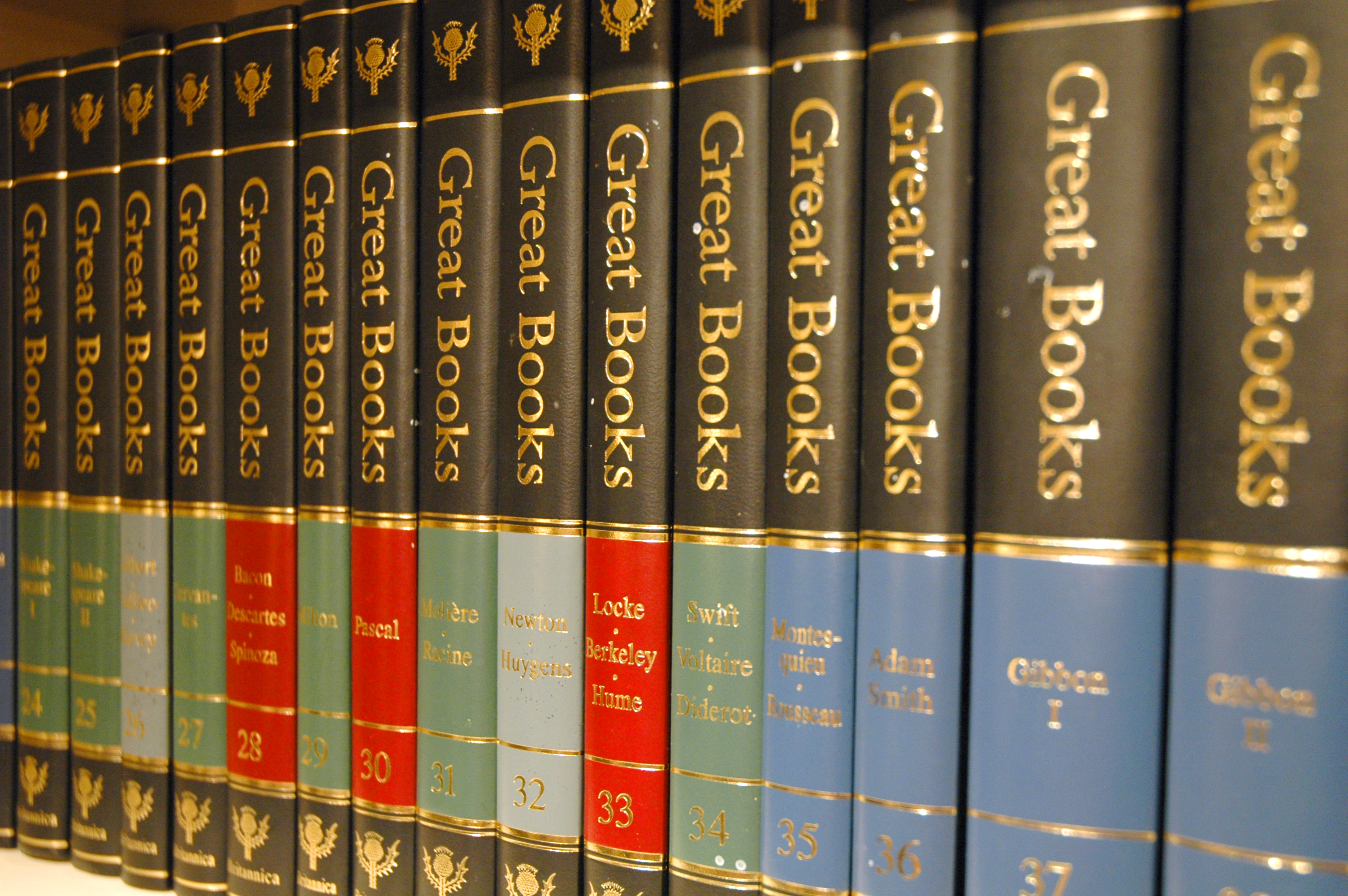
Great Books of the Western World (Grandes libros del mundo occidental, 1952, Encyclopædia Britannica Inc., a partir de la iniciativa de la Universidad de Chicago —Robert Hutchins y Mortimer Adler—) es un intento de presentar el canon occidental en una colección de 54 volúmenes.

El canon occidental es el corpus de obras de arte y literarias que han formado la denominada alta cultura en la civilización occidental. Ya sea por su calidad, su originalidad, o por ciertos rasgos formales y temáticos, dichas obras han trascendido en la historia, arte y cultura occidentales, sin perder vigencia ni quedar obsoletos. Usualmente se identifica con las obras clásicas, consideradas como obra seminales.
- Restringido a la literatura se denomina canon literario [6][7]
- El concepto de canon [8]
- Qué es el canon literario [9]

El corpus de obras que forma el canon occidental comprende obras literarias y artísticas de cualquiera de las denominadas bellas artes (término que incluye a su vez a la poesía, la danza y la música junto a las denominadas artes mayores —pintura, escultura y arquitectura—, con exclusión de las llamadas artes menores). En las obras literarias no solo incluye la literatura artística o de ficción en todos sus géneros (poesía, teatro, novela —o épica, dramática y lírica—), sino los ensayos o tratados de cualquier disciplina (religión, filosofía, ciencias —sociales, naturales o formales—) que se consideren de importancia trascendental.
Los dos pilares del canon literario occidental, que han suministrado la mayoría de sus tópicos culturales, son fundamentalmente los poemas homéricos y la Biblia, sobre los que se apoyan los demás autores: un abundante número de clásicos grecolatinos (Hesiodo, Safo, Anacreonte, Píndaro, Esopo, Platón, Aristóteles, Esquilo, Sófocles, Eurípides, Aristófanes, Heródoto, Tucídides, Hipócrates, Euclides, Arquímedes, Plauto, Terencio, Cicerón, César, Catulo, Virgilio, Horacio, Ovidio, Tito Livio, Estrabón, Plinio, Séneca, Marcial, Tácito, Plutarco, Apuleyo, Ptolomeo, Galeno), algunos de entre los principales teólogos y místicos cristianos (Agustín, Aquino, Kempis), una selecta tríada de italianos bajomedievales (Dante, Petrarca y Boccaccio) y un grupo más heterogéneo y discutible de autores del renacimiento, el barroco y la ilustración (italianos, franceses, españoles, portugueses, neerlandeses —flamencos y holandeses—, ingleses, alemanes, suizos, polacos, suecos, etc. —muchos de ellos no tuvieron una nacionalidad marcada, o tuvieron varias—, escribiendo unos en latín, otros en lenguas vernáculas, muchos en ambas: Maquiavelo, Castiglione, Ariosto, Tasso, Vasari, Calvino, Ronsard, Rabelais, Montaigne, Rojas, Vives, Las Casas, Vitoria, Loyola, Teresa de Jesús, Juan de la Cruz, Camoens, Erasmo, Vesalio, Moro, Lutero, Melanchton, Agrícola, Paracelso, Copérnico —siglo XVI—, Campanella, Galileo, Molière, Corneille, Racine, La Fontaine, Descartes, Pascal, Bayle, Bossuet, Cervantes, Lope, Quevedo, Góngora, Calderón, Gracián, Arminio, Jansenio, Grocio, Spinoza, Huygens, Shakespeare, Bacon, Hobbes, Bunyan, Milton, Newton, Locke, Kepler, Leibniz —siglo XVII—, Vico, Goldoni, Beccaria, Montesquieu, Voltaire, Diderot, D'Alembert, Beaumarchais, Buffon, Lagrange, Lavoisier, Laplace, Berkeley, Hume, Pope, Swift, Defoe, Burke, Gibbon, Smith, Malthus, Winckelmann, Kant, Lessing, Goethe, Schiller, Rousseau, Euler, Linneo —siglo XVIII—), mientras que para los siglos XIX y XX el consenso es mucho más difícil, dada la extraordinaria abundancia de producción literaria que se incorpora a la tradición occidental, ya no limitada a Europa occidental, sino extendida a la oriental (especialmente a los autores rusos) y a todos los continentes extraeuropeos (coincidiendo con los procesos históricos expansivos de la Edad Contemporánea, como la revolución industrial, el imperialismo y la globalización); y sobre todo a causa de la cercanía, que hace inevitablemente polémica cualquier selección.
El corpus de grandes obras de la cultura occidental no puede considerarse como una lista cerrada; incluso el núcleo europeo original de lo que se viene llamando mundo occidental comprende múltiples tradiciones culturales en diferentes idiomas, de manera que cualquier selección o antología suele estar influida por la propia capacidad de los que la elaboran para juzgar la valía o relevancia de cada obra u autor. Así, en las listas con pretensiones canónicas realizadas por intelectuales del mundo anglosajón, o las listas de lecturas universitarias de sus prestigiosas universidades, el número de obras de autores de su lengua supera en mucho al de cualquier otra; y lo mismo podría decirse de las instituciones de la cultura francesa, alemana, italiana, rusa o española. Es decir cada cultura nacional genera su propio canon nacional, además de producir una versión diferente del canon occidental.
El hecho de que no se incluyan dentro del canon occidental las obras de otras civilizaciones, por mucha importancia que hayan podido tener (orientales —china, japonesa—, africanas, americanas precolombinas), no deja de ser problemático. Eso hace que algunas prestigiosas selecciones, como la de Harold Bloom, incluyan parte de ellas, junto a obras de las civilizaciones del Próximo Oriente Antiguo (Gilgamesh, Libro de los muertos) y las altomedievales en lengua vernácula (Beowulf, Chanson de Roland, Cantar de mio Cid o el ciclo artúrico).
Desde una postura relativista (relativismo cultural), se niega la universalidad de cualquier canon cultural, dado que depende del criterio de quien lo establece (sea un individuo o un grupo humano), contaminado por su época, su contexto ideológico y todo tipo de circunstancias, personales o sociales, reales o imaginarias, que susciten la creación de una identidad (racial, religiosa, de clase, sexual, etc.); de modo que el corpus del canon varíe en función de ellas. Desde una postura identificada con el perennialismo educativo (filosofía perenne), por el contrario, las creaciones humanas más sublimes deben tener validez universal.
La historicidad del canon es difícilmente cuestionable, así como su continua revisión en el espacio público de una sociedad abierta, aun cuando quienes lo reforman o lo limitan pretendan impedir una nueva revisión. En realidad, no existe solamente un canon, sino un cruce entre muchos cánones de distinta genealogía: el canon de la muchedumbre o, simplemente, del público mayoritario; las bibliotecas y antologías; el canon universitario; el canon del poder; la ruptura estética (el canon de autores y críticos modernos), el canon mestizo e intercultural al que ya se ha hecho referencia, por la colusión entre culturas mundializadas; así como el canon de las mujeres, fruto de la investigación durante las últimas décadas, a cargo de centenares de especialistas, sobre las obras olvidadas y marginadas de autoras en todas las lenguas, no solo europeas, por el hecho de ser mujeres.

## Canon literario anglosajón
Uno de los intentos más notables fue el programa de los Great Books of the Western World. Desarrollado en el tercio medio del siglo XX, surgió en torno al currículo de la Universidad de Chicago, cuyo presidente, Robert Hutchins, en colaboración con Mortimer Adler, desarrollaron un programa que ofrecía listas de lectura, libros y estrategias organizacionales para clubes de lectura propuestos al público en general.
Un ejemplo temprano, los Harvard Classics (1909), fueron iniciativa de Charles W. Eliot, presidente de la Universidad de Harvard, que coincidía con la tesis de Thomas Carlyle: The greatest university of all is a collection of books («La mayor universidad de todas es una colección de libros»).

### Iniciativas académicas y editoriales
- Core Curriculum (Columbia College)
- Directed Studies (Universidad de Yale)
- Everyman's Library
- Great Books (Stringfellow Barr y Scott Buchanan)
- Great Books of the Western World (Robert Hutchins y Mortimer Adler)
- The Great Books
- Harvard Classics (Charles William Eliot)
- Modern Library
- Modern Library 100 Best Novels
- Penguin Classics
- Structured Liberal Education (Stanford University)
- Les cent livres du siècle (Le Monde y FNAC)
- The 100 Best Books of All Time

### Debate multiculturalista en los Estados Unidos
Ha habido un constante e intenso debate político acerca de la naturaleza y el estatus del canon al menos desde los años 60. En Estados Unidos, y en particular por la corriente denominada multiculturalismo, se ha atacado un compendio de libros escrito por dead white males («varones blancos [europeos] muertos»), que no representan el punto de vista de muchos otros en las sociedades contemporáneas por todo el mundo. Por ejemplo, el canon excluye con frecuencia la literatura producida por mujeres, esclavos, homosexuales y disidentes políticos y la que tiene más interés humano y social que meramente estético y se ve frecuentemente forjado por intereses económicos y culturales que excluyen a las minorías. Otros, notablemente Allan Bloom, lo han discutido enérgicamente. Autores como Harold Bloom (profesor de humanidades de la Universidad de Yale que no tiene relación familiar con el anterior) se han pronunciado a su vez a favor del canon, que en general permanece como una idea fuertemente institucionalizada, si bien sus implicaciones se siguen debatiendo intensamente.
Sus defensores mantienen que sus detractores minimizan el significado cultural del canon conforme a intereses básicamente políticos, y que la medida de calidad representada por su corpus de obras del canon es más de naturaleza estética que política; con lo que cualquier objeción hecha al canon desde tal perspectiva es, en definitiva, irrelevante y banal.

## Canon literario francés

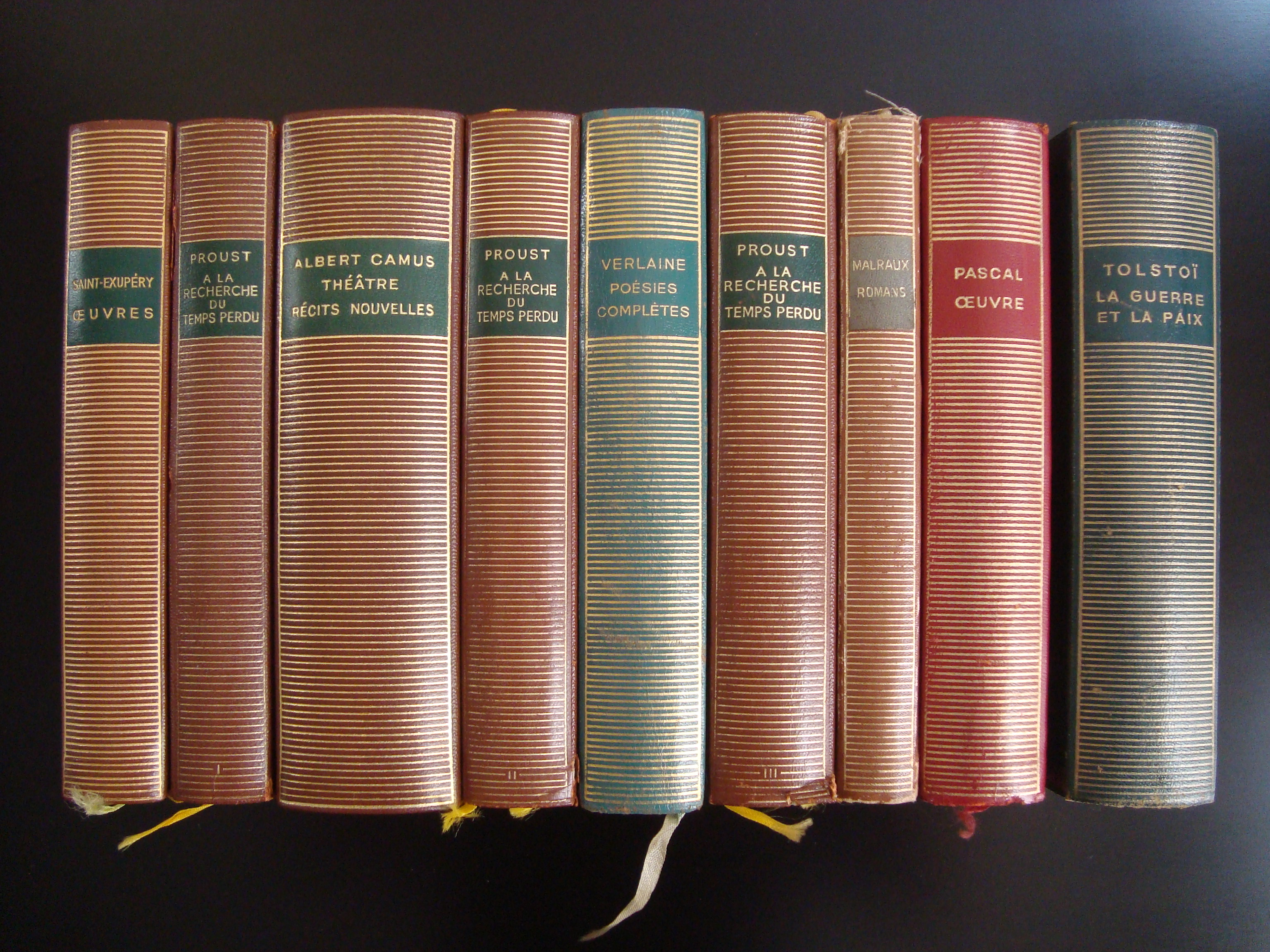
Los volúmenes más editados de la Pléiade: Saint Exupery, Proust —en tres volúmenes—, Albert Camus, Verlaine, Malraux, Pascal y Tolstoi.

- Bibliothèque de la Pléiade (desde 1930, Jacques Schiffrin, André Gide, Éditions Gallimard)[34]

## Canon literario español
Para la cultura española, especialmente para la literatura en castellano, se han realizado recopilaciones y corpus semejantes a los elaborados por las instituciones culturales anglosajonas. El canon literario español se fue formando desde el siglo XIX hasta el primer tercio del siglo XX por medio de los programas de enseñanza media y de la obra de críticos como Pedro Estala, Antonio Gil y Zárate, Marcelino Menéndez Pelayo, Ramón Menéndez Pidal o Juan Bautista Bergua. Desde finales del siglo XX ha sido notable la aportación de las últimas generaciones de la crítica filológica, representada por Fernando Lázaro Carreter, José Manuel Blecua Perdices, Francisco Rico o José Carlos Mainer.
- Biblioteca de Autores Españoles, BAE (Manuel Rivadeneyra, Buenaventura Carlos Aribau, 1846-1888)
- Nueva Biblioteca de Autores Españoles (Marcelino Menéndez y Pelayo, editorial Bailly-Baillière, 1905-1918); el mismo autor seleccionó Las cien mejores poesías de la lengua castellana, Victoriano Suárez, 1908[35]
- Clásicos Castellanos (Ramón Menéndez Pidal, Centro de Estudios Históricos, editoriales La Lectura y Espasa Calpe, 1910–1935)[36]
- Las mil mejores poesías de la lengua castellana (Juan Bautista Bergua)
- Mil libros (Luis Nueda y Antonio Espina, desde 1940 —no limitados a las obras en español—)[37]
- Floresta de la lírica española (José Manuel Blecua Teijeiro, Antología Hispánica, Gredos, 1957)
- Centro Virtual Cervantes (Instituto Cervantes, en internet, desde 1997)
- Biblioteca Clásica (Francisco Rico, Real Academia Española, Círculo de Lectores, 2011)[38]

## La necesidad del canon
Debe situarse el canon literario en el marco de un estudio integral (antropológico, psicológico, social, filosófico) sobre las formas canónicas de aprendizaje humano. Ni el canon literario, ni aun el canon bíblico son ajenos a la limitación humana que obliga a usar prototipos para construir categorías cognitivas. En el ámbito social, esa regla de construcción promueve estereotipos por medio de una tautología: la repetición de un esquema incuestionable y la retroalimentación del prejuicio contra los géneros y las obras consideradas inferiores, en mayor medida que la simple recomendación de experiencia en favor de las obras más estimadas. La locura puede llegar al punto de comparar la formación del canon con la selección natural, de modo explícito. No es de extrañar que el desafío a un canon exterminador se convierta en objetivo del movimiento por los derechos civiles.
De otro modo, el ensayismo acerca de qué sea lo canónico en la ética, la estética y la filosofía está unido íntimamente al esclarecimiento de la condición humana: la realidad y el misterio, la razón, la vulnerabilidad y la compasión en medio de la violencia, los fundamentos del derecho, la libertad y la tiranía, la aceptación de la propia sombra o la inclusión de la alteridad. Tampoco es casual que las posturas más rigoristas con respecto al canon sean herederas del integrismo o del puritanismo estético e ideológico, cuando la confección de una lista era un anticipo del Juicio Final.
El interés primordial de una selección de obras entre el caudal ingente de la creación cultural y literaria responde a la capacidad de aprender por su medio, no solo a través de su imitación (o por el ansia de ser original ante ellas), sino también por una conjunción de valores que son inseparables de la estética. La pregunta clave para señalar unas obras en lugar de otras debería ser, entonces, en qué medida han servido al desarrollo humano, en su sentido más amplio, abierto e integrador: imaginación, invención y fantasía, profundidad y trascendencia mística, testimonio personal y compromiso social frente a la mera vanagloria del poder, el dinero, la etnia, la clase o el género dominantes. Si Shakespeare ha sido crucial para el teatro moderno, Ana Frank lo ha sido para el género de los diarios. Se diferencian de Hitler, Stalin, Mao o los best sellers, aunque no en número de lectores, sino por motivos que reconcilian el sentimiento estético con las cualidades del mundo de la vida en que se desea vivir.